# پراتسه (جمهوری چک)
پراتسه (به چکی: Prace) یک منطقهٔ مسکونی در جمهوری چک است که در ناحیه برنو-تسوونتری واقع شده‌است. پراتسه ۴٫۷ کیلومتر مربع مساحت و حدود ۸۷۷ نفر جمعیت دارد و ۲۴۵ متر بالاتر از سطح دریا واقع شده‌است.